# Joseph Baras
Joseph Baras was een Belgisch schutter.

## Levensloop
Baras nam deel aan de Olympische Zomerspelen van 1900 in diverse onderdelen. Van de vijf onderdelen waarin hij deelnam, eindigde hij viermaal op de laatste plaats in de rangschikking.